# Mena (Arkansas)
Pour les articles homonymes, voir Mena.
La ville de Mena (en anglais [ˈmiːnə]) est le siège du comté de Polk, dans l’État de l’Arkansas, aux États-Unis. Sa population s’élevait à 5 737 habitants lors du recensement de 2010, estimée à 5 534 habitants en 2018. Mena fait partie de la zone socio-économique d'Ark-La-Tex (en). Entourée par la forêt nationale d'Ouachita, Mena est une porte ouverte sur certains des lieux les plus touristiques de l'Arkansas.

## Histoire

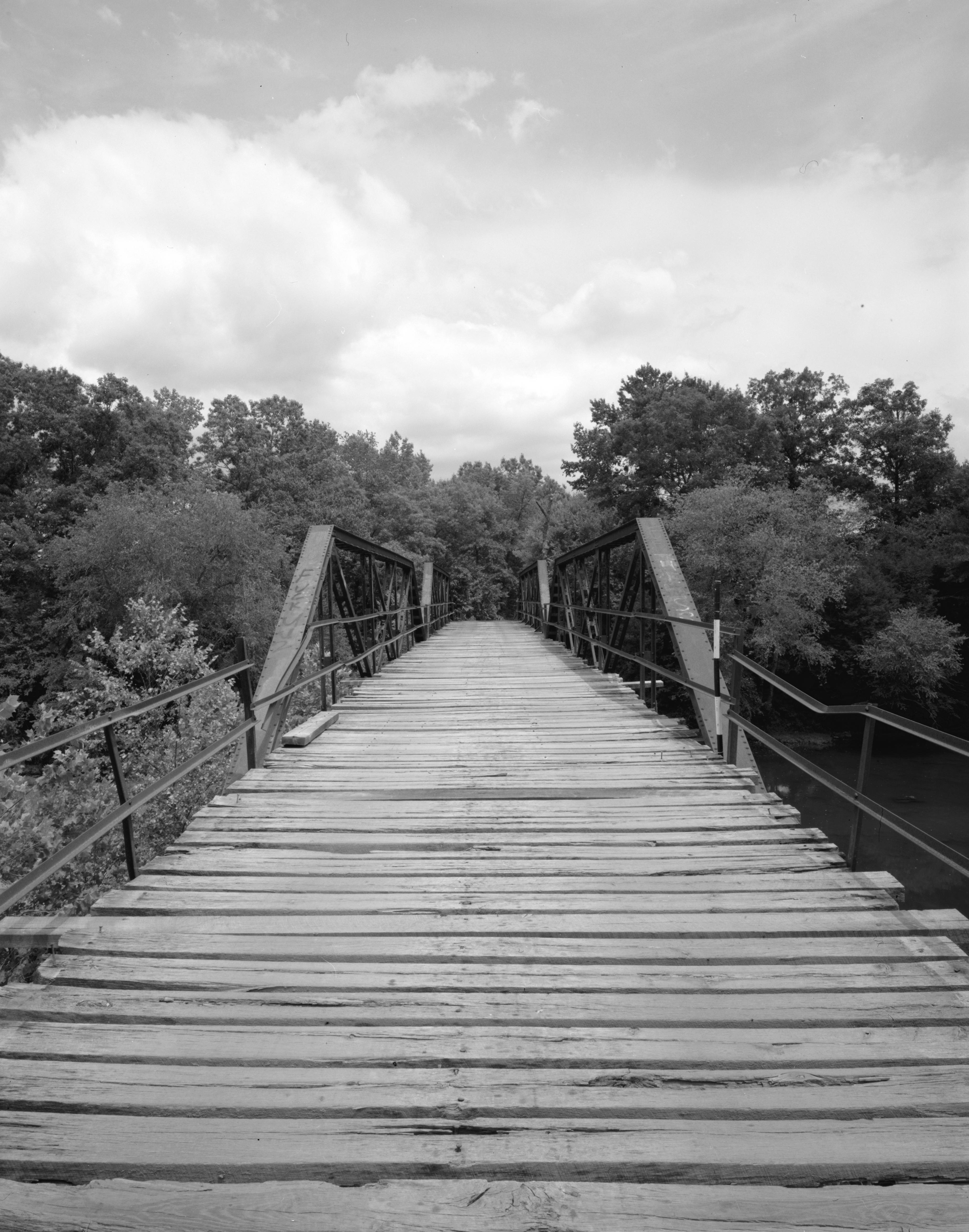
The Mountain Fork Bridge is one of 14 sites in Mena listed on the National Register of Historic Places

Mena a été fondé par Arthur Stilwell (en) pendant la création de la  Kansas City, Pittsburg and Gulf Railroad (en) (maintenant Kansas City Southern), qui s'étend de Kansas City (Missouri) à Port Arthur (Texas).
La ville est nommée Mena en honneur de Folmina Margaretha Janssen-De Goeijen, la femme de son ami financier Jan De Goeijen, Mena étant un surnom affectif donné par ce dernier. La place Janssen Park (en), située en centre-ville est aussi nommée en son honneur.
La ville est fondée en 1896, en même temps que la gare est mise en service, et déclarée comme municipalité le 18 septembre de cette même année. La banque de Mena voit le jour en 1897. L'année suivante, le siège du comté est déplacé de Dallas (Arkansas) (en) à Mena.

## Démographie
| 1900  | 1910  | 1920  | 1930  | 1940  | 1950  |
| ----- | ----- | ----- | ----- | ----- | ----- |
| 3 423 | 3 953 | 3 441 | 3 118 | 3 510 | 4 445 |

| 1960  | 1970  | 1980  | 1990  | 2000  | 2010  |
| ----- | ----- | ----- | ----- | ----- | ----- |
| 4 388 | 4 530 | 5 154 | 5 475 | 5 637 | 5 737 |

## Source
- (en) Cet article est partiellement ou en totalité issu de l’article de Wikipédia en anglais intitulé « Mena, Arkansas » (voir la liste des auteurs).

1. ↑  (en) « Population and Housing Unit Estimates » (consulté le 14 septembre 2019)
2. ↑  (en) « Census of Population and Housing », Census.gov (consulté le 4 juin 2015)
3. ↑  « Statistiques des États-Unis - Arizona - Profils des communautés de 2010 » (consulté en novembre 2020)